# Serjania brachycarpa
Serjania brachycarpa är en kinesträdsväxtart som beskrevs av Asa Gray och Ludwig Radlkofer. Serjania brachycarpa ingår i släktet Serjania och familjen kinesträdsväxter. Inga underarter finns listade i Catalogue of Life.